# 데이비드 소볼로프
데이비드 소볼로프(David Sobolov, 1964년 10월 23일 ~ )는 캐나다의 성우이다.

## 목소리 출연작
- 비스트 워즈 - 뎁스 차지
- 트랜스포머 프라임 - 쇼크웨이브
- 가디언즈 오브 갤럭시(2015) - 드랙스
- 범블비 - 블리츠윙
- 알리타: 배틀 엔젤 - 센츄리온
- 트랜스포머: 비스트의 서막 - 라이녹스, 배틀트랩 역